# Nils Gustaf Lagerheim
Nils Gustaf Lagerheim (ur. 18 października 1860 w Sztokholmie, zm. 2 stycznia 1926 w Djursholm) – szwedzki botanik i  mykolog.

## Życiorys
Ojciec i dziadek Nilsa Gustafa Lagerheima byli botanikami amatorami, co wpłynęło na jego zainteresowania botaniczne. Miał talent do mikroskopii. Studiował botanikę i astronomię na Uniwersytecie w Uppsali, ale opuścił studia bez dyplomu. Później w Niemczech był uczniem Roberta Kocha, a następnie przebywał na Uniwersytecie Albrechta i Ludwika we Fryburgu. Przez krótki czas był asystentem botanicznym na politechnice w Lizbonie. Wyjechał do Ekwadoru, gdzie w Quito dostał pracę jako profesor roślin zarodnikowych i dyrektor miejskiego ogrodu botanicznego. Nauczył się hiszpańskiego, odnowił zaniedbany ogród i zorganizował nowoczesne laboratorium bakteriologiczne. Miał też czas na rozległe wyjazdy naukowe i badania chorób kakaowca.
Poważne ataki malarii i niepewne warunki polityczne zmusiły go do opuszczenia Ekwadoru. W 1993 roku został konserwatorem w Tromsø, gdzie poza niewielkimi zbiorami botanicznymi opiekował się muzealnymi zbiorami ssaków, ptaków i minerałów. Za publikacje naukowe Uniwersytet w Uppsali nagrodził go honorowym doktoratem, a w 1895 r. został profesorem botaniki na Uniwersytecie Sztokholmskim. Na uczelni tej zajmował się reaktywacją zrujnowanego wydziału botanicznego oraz zdobyciem instrumentów i materiałów niezbędnych do nauczania bakteriologii i botaniki.

## Praca naukowa
Gustaf Lagerheim odkrył i opisał grupę glonów wapiennych, badał także grzyby pasożytnicze. Wraz ze swoimi uczniami przez kilka lat zajmował się badaniem systematyki zielenic. Jego wysokie umiejętności w pracy z mikroskopem sprawiły, że geolodzy zlecali mu mikroskopowe oznaczanie skamieniałości. Zajmował się także mikroskopowym badaniem pyłku roślin (analiza pyłkowa). Na zlecenie rządowe badał kurz uliczny, mąkę żytnią i mięso mielone pod kątem zanieczyszczeń biologicznych. Władze zwracały się do niego także, gdy podejrzewano fałszowanie żywności, przypraw i dzieł sztuki. Dokonał także mikroskopowej analizy szczątków Emanuela Swedenborga i trumny św. Brygidy Szwedzkiej. Napisał lub zredagował około 1000 artykułów w Nordic Family Book. W kilku przypadkach był gwarantem produktów różnych firm spożywczych, co dawało mu dobre dochody uboczne. W ostatnich latach życia pracował nad badaniem pasożytniczych gatunków grzybów rdzowców.
W naukowych nazwach utworzonych przez niego taksonów dodawany jest skrót jego nazwiska Lagerh.